# La via lattea (film 1936)
La via lattea (The Milky Way) è un film del 1936 diretto da Leo McCarey con Harold Lloyd.

## Trama

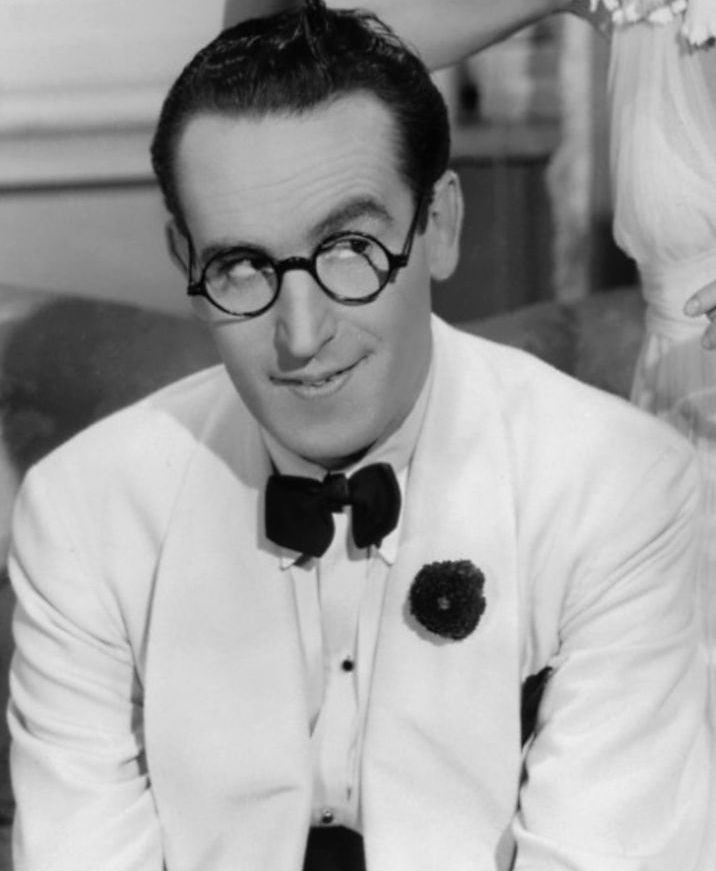
Harold Lloyd in una foto di scena

Un lattaio picchia per caso un campione di box in una rissa e il manager di questo fa combattere il lattaio in una serie di incontri truccati. Vincendoli, il lattaio si sente molto spavaldo e forte tanto da fare preoccupare la sua fidanzata. Poi il campione deve battersi per riconquistare il titolo: ora il lattaio si accorge di essere davvero debole fisicamente, e non fortissimo come quelle false vittorie gli avevano fatto credere.

## Produzione
Le riprese della pellicola iniziarono nel 1935 ma furono assai travagliare e interrotte in continuazione. Inizialmente al posto di Harold Lloyd venne scelto Jack Oakie per la parte del protagonista: quest'ultimo era da pochi anni esordiente e il regista Leo McCarey intendeva lanciarlo definitivamente nel mondo del cinema. Successivamente la produzione scelse Lloyd, mentre Oakie raggiungerà l'apogeo della sua carriera nel 1940 con Charlie Chaplin ne Il grande dittatore. Alquanto difficili furono anche i provini per la scelta della compagna di Harold Lloyd nel film; alla fine si optò per Helen Mack. Infine la sfortuna venne per il regista stesso: durante le riprese si ruppe una gamba in un incidente e fu sostituito brevemente nelle riprese dal fratello Raymond McCarey.